# Niedereschach
Niedereschach település Németországban, azon belül Baden-Württembergben. Lakosainak száma 6147 fő (2023. december 31.). Niedereschach Zimmern ob Rottweil, Königsfeld im Schwarzwald, Deißlingen, Dauchingen és Villingen-Schwenningen községekkel határos.

## Népesség
A település népessége az elmúlt években az alábbi módon változott:
| Lakosok száma | 2582 | 3042 | 3739 | 4322 | 4621 | 5231 | 5865 | 6058 | 5867 | 6147 |
|               | 1961 | 1967 | 1974 | 1980 | 1987 | 1993 | 2000 | 2006 | 2013 | 2023 |